# نووی (شهرستان ایگلینسکی، باشقیرستان)
نووی (انگلیسی: Novy, Iglinsky District, Republic of Bashkortostan) یک شهرک در شهرستان ایگلینسکی استان باشقیرستان کشور روسیه است.